# Iulia Allagulova
Iulia Allagulova (n. 25 iunie 1972, Leningrad, RSFS Rusă, URSS) este o sportivă ce a reprezentat Rusia, medaliată olimpică. A participat la o ediție a Jocurilor Olimpice (1992) în care a câștigat o medalie de bronz.

## Participări
Lista de mai jos prezintă principalele competiții la care a participat Iulia Allagulova de-a lungul carierei.
- short track speed skating at the 1992 Winter Olympics – women's 3000 metre relay[*]